# Liste der Naturdenkmale in Forbach (Baden)
| Naturdenkmale | Anzahl |
| ------------- | ------ |
| FND           | 1      |
| END           | 2      |
| Gesamt        | 3      |

Die Liste der Naturdenkmale in Forbach nennt die verordneten Naturdenkmale (ND) der im baden-württembergischen Landkreis Rastatt liegenden Gemeinde Forbach. In Forbach gibt es insgesamt drei als Naturdenkmal geschützte Objekte, davon ein flächenhaftes Naturdenkmal (FND) und zwei Einzelgebilde-Naturdenkmale (END).
Stand: 31. Oktober 2016.

## Flächenhafte Naturdenkmale (FND)
| Name                     | Bild | Kennung     | Einzelheiten | Position | Fläche Hektar | Datum         |
| ------------------------ | ---- | ----------- | ------------ | -------- | ------------- | ------------- |
| Herrenwieser See         |      | 82160130004 | Forbach      | ⊙        | 3,6           | 14. Dez. 1992 |
| Legende für Naturdenkmal |      |             |              |          |               |               |

## Einzelgebilde (END)
| Name                     | Bild | Kennung     | Einzelheiten | Position | Fläche Hektar | Datum         |
| ------------------------ | ---- | ----------- | ------------ | -------- | ------------- | ------------- |
| Felsgruppe               | BW   | 82160130002 | Forbach      | ⊙        | 0,0           | 20. Sep. 1956 |
| Giersteine               |      | 82160130005 | Forbach      | ⊙        | 0,0           | 14. Nov. 1939 |
| Legende für Naturdenkmal |      |             |              |          |               |               |